# Santa Catarina Minas
Santa Catarina Minas là một đô thị thuộc bang Oaxaca, Mexico. Năm 2005, dân số của đô thị này là 1698 người.